# Niclas Nussbaumer
Niclas Nussbaumer (* 12. September 1993) ist ein deutscher Koch.

## Leben
Nach der Ausbildung im Hotel-Restaurant Erbprinz in Ettlingen wechselte er unter anderem zum Restaurant Le Noir bei Jens Jakob in Saarbrücken (zwei Michelin-Sterne) und ins Wald- & Schlosshotel Friedrichsruhe (zwei Michelin-Sterne). Als Souschef kochte er im Emma Wolf in Mannheim, im Restaurant 17fuffzig bei René Klages in Burg im Spreewald und bis 2020 als Souschef im Restaurant Überfahrt bei Christian Jürgens im Seehotel Überfahrt in Rottach-Egern.
2021 wurde er Küchenchef in der Mühle in Schluchsee, das 2022 mit einem Michelin-Stern ausgezeichnet wurde. 2023 kam der zweite Stern hinzu.

## Auszeichnungen
- 2022: Ein Michelin-Stern für das Restaurant Mühle in Schluchsee[2]
- 2023: Zwei Michelin-Sterne für das Restaurant Mühle[3][4]
- 2023: Koch des Jahres (Der Feinschmecker)